# Felix Cavaliere
Felix Cavaliere (Pelham (New York), 29 november 1942) is een Amerikaanse rock- en soulzanger, toetsenist, songwriter en muziekproducent. Hoewel hij lid was van Joey Dee & the Starliters, het meest bekend door hun hit Peppermint Twist, is hij het best bekend om zijn associatie met The Young Rascals tijdens de jaren 1960. De andere leden van The Rascals waren Eddie Brigati, Dino Danelli en Gene Cornish. Cavaliere zong op zes van hun succesvolle singles en speelde het Hammond B-3 orgel.

## Biografie
Cavaliere werd geboren in een Italiaans-Amerikaans gezin in 1942. Op jonge leeftijd studeerde hij piano in opdracht van zijn moeder vanaf 6-jarige leeftijd tot haar dood toen hij 14 was. Hij sloot zich aan bij The Stereos en ging door met het formeren van The Escorts, terwijl hij studeerde. Hij produceerde later albums van andere artiesten zoals Laura Nyro en Jimmie Spheeris.
Na een paar solo-pogingen nam Cavaliere op onder de bandnaam Treasure en bracht hij in 1977 een album uit in AOR-stijl met het toekomstige Kiss-lid Vinnie Vincent op gitaar. Cavaliere had een solohit met Only a Lonely Heart Sees (1980), die nummer 36 bereikte in de Billboard Hot 100-hitlijst en nummer 2 in de Adult Contemporary-hitlijst. Cavaliere en voormalige Rascals-bandmaat Dino Danelli voegden zich bij Steve Van Zandt om het album Men Without Women (1982) van Little Steven and the Disciples of Soul op te nemen. Cavaliere betwist dit echter sterk en beweert dat hij nooit lid was van de band van Little Steven.
In 1994 nam hij Dreams in Motion op, geproduceerd door Don Was. In 1995 was Cavaliere een tourend lid van de derde AllStarr-band van Ringo Starr. Cavaliere is als keyboardspeler te horen in de officiële video voor Hey Girl van Billy Joel, een coverversie van het Carole King-nummer, opgenomen door Billy Joel in 1997 om toe te voegen aan zijn Greatest Hits Volume III-compilatie. Het nummer werd als single uitgebracht, maar Cavaliere speelde niet op de opname.
Op 15 oktober 2006 introduceerde hij Vanilla Fudge in de Long Island Music Hall of Fame. In 2008 nam hij het album Nudge it Up a Notchop op met Steve Cropper , dat op 29 juli 2008 werd uitgebracht. Hij bleef toeren als Felix Cavaliere's Rascals en op 18 juni 2009 werd Cavaliere, samen met voormalig schrijfpartner Eddie Brigati, ingewijd in de Songwriters Hall of Fame. Op 24 april 2010 herenigden alle vier de Rascals zich voor het Kristen Ann Carr-benefiet, dat werd gehouden in Tribeca Grill in New York.
Cavaliere is onlangs herenigd met zijn bandleden. The Rascals verschenen in december 2012 in het Capitol Theatre in Port Chester, New York voor zes shows en voor vijftien data in het Richard Rodgers Theatre op Broadway (15 april - 5 mei 2013). Hun huidige productie Once Upon A Dream toert momenteel door Noord-Amerika (Toronto, Los Angeles, Phoenix, Chicago, Detroit, Rochester en New York). Het wordt geproduceerd door Rascals-fans Steven Van Zandt en zijn vrouw Maureen.
In 2014 werd Cavaliere ingewijd in de Hammond Hall of Fame. Hij verscheen met Billy Joel op Madison Square Garden op 28 mei 2015. In 2017 en 2018 was Cavaliere woordvoerder in een televisie-infomercial voor de Time Life cd-collectie uit de jaren 1960. Cavaliere werd in 2019 ingewijd in de Musicians Hall of Fame and Museum.

## Discografie

### Albums
- 1974: Felix Cavaliere (Bearsville Records/Wounded Bird Records)
- 1975: Destiny (Bearsville Records/Wounded Bird Records)
- 1977: Treasure (Epic Records/Wounded Bird Records)
- 1979: Castles in the Air (Epic Records)
- 1994: Dreams in Motion (MCA Records)
- 2008: Nudge it up a Notch (Stax Records)
- 2010: Midnight Flyer (Stax Records)

- Biblioteca Nacional de España: XX884127
- Bibliothèque nationale de France: cb14051230g (data)
- International Standard Name Identifier: 0000 0001 1491 6800
- Library of Congress Control Number: n93107337
- MusicBrainz: df64ba7e-957d-4873-b195-7e08ba039a1d
- Virtual International Authority File: 50905656
- WorldCat: E39PBJvHdrR9xGfCQJD3T4W4bd